# ATP Challenger Kasan
Das ATP Challenger Kasan (offizieller Name: Kazan Summer Cup) war ein 2013 einmalig stattfindendes Tennisturnier in Kasan. Es war Teil der ATP Challenger Tour und wurde im Freien auf Hartplatz gespielt.

## Liste der Sieger

### Einzel
| Jahr | Sieger             | Finalgegner   | Ergebnis |
| ---- | ------------------ | ------------- | -------- |
| 2013 | Serhij Stachowskyj | Waleri Rudnew | 6:2, 6:3 |

### Doppel
| Jahr | Sieger                              | Finalgegner          | Ergebnis |
| ---- | ----------------------------------- | -------------------- | -------- |
| 2013 | Wiktor Baluda Konstantin Krawtschuk | Ivo Klec Jürgen Zopp | 6:3, 6:4 |